# Фитцель, Душан
Душан Фитцель (чеш. Dušan Fitzel; 15 апреля 1963, Бойнице, ЧССР) — чешский футбольный тренер.

## Карьера футболиста
Воспитанник клуба «Дукла» (Банска-Бистрица). Большую часть своей карьеры Фитцель провел в пражской «Дукле». В её составе он становился призёром чемпионата страны и выигрывал Кубок Чехословакии.
В 1992—1994 гг. Фитцель выступал за кипрский клуб ЭПА. Завершал свою карьеру футболист на родине в команде «Хмел».

## Карьера тренера
В течение нескольких лет Душан Фитцель возглавлял юношескую сборную Чехии по футболу. С 2006 по 2009 год чех был главным тренером сборной Мальты. Под его руководством «крестоносцы» показывали неплохие для себя результаты. В частности, в отборочном турнире к ЧЕ-2008 была одержана историческая победа над сборной Венгрии (2:1). В 2009 году Фитцель по состоянию здоровья покинул свой пост. Через два года Федерация футбола Мальты вновь рассматривала чеха в качестве вероятного кандидата на пост главного тренера национальной команды.
С 2001 по 2003 год входил в комитет УЕФА по детско-юношескому и любительскому футболу.
В 2015 году Душан Фитцель входил в число технических наблюдателей УЕФА.
С 30 июня 2016 года до конца года работал помощником Павла Врбы в махачкалинском «Анжи»

## Достижения
- Серебряный призёр чемпионата Чехословакии (3): 1983, 1989, 1990.
- Обладатель Кубка Чехословакии (3): 1983, 1985, 1990.